# 元朝進士列表
本列表收錄了元朝各科的進士。元朝自延祐二年（1315年）開科到至正二十六年（1366年）最後一科，共舉行會試十六科，共錄取進士1139人。

## 元朝各科進士
- 延祐二年乙卯科廷試進士（1315年，錄取56人）
- 延祐五年戊午科廷試進士（1318年，錄取50人）
- 至治元年辛酉科廷試進士（1321年，錄取64人）
- 泰定元年甲子科廷試進士（1324年，錄取86人）
- 泰定四年丁卯科廷試進士（1327年，錄取86人）
- 至順元年庚午科廷試進士（1330年，錄取97人）
- 元統元年癸酉科廷試進士（1333年，錄取100人）
- 至正二年壬午科廷試進士（1342年，錄取78人）
- 至正五年乙酉科廷試進士（1345年，錄取78人）
- 至正八年戊子科廷試進士（1348年，錄取78人）
- 至正十一年辛卯科廷試進士（1351年，錄取83人）
- 至正十四年甲午科廷試進士（1354年，錄取62人）
- 至正十七年丁酉科廷試進士（1357年，錄取51人）
- 至正二十年庚子科廷試進士（1360年，錄取35人）
- 至正二十三年癸卯科廷試進士（1363年，錄取62人）
- 至正二十六年丙午科廷試進士（1366年，錄取73人）

## 延伸阅读
[在维基数据编辑]